# Червоний терор у Криму
Червоний терор у Криму — червоний терор на території Кримського півострова у 1917—1921 роках в періоди становлення і панування окупаційної радянської влади. Історики виділяють два періоди червоного терору на території Криму. Перший припав на зиму 1917—1918 років (період післяреволюційного хаосу) і став першим випадком масового червоного терору в ході Перших визвольних змагань. Другий тривав з листопада 1920 року до кінця 1921 року, коли в Криму фізично знищувалися всі «класові вороги» радянської держави, які залишилися на півострові після евакуації Армії Врангеля. Для першого періоду характерні самосуди, підготовлені безвідповідальною екстремістською агітацією ліворадикальних партій у попередні місяці і зумовлені фактичним безвладдям у Криму, що настало в кінці 1917 року. Терор 1920—1921 років став наслідком прямої директиви правлячої партії.
В радянських дослідженнях ці події замовчувалися.

## Історичне тло

### Теоретичне обґрунтовування допустимості масового терору
Терор завжди розглядався російськими революційними партіями як теоретично обґрунтований та прийнятний засіб боротьби, зокрема есерами, анархістами і більшовиками. Останні, виключаючи (але застосовуючи на практиці) індивідуальний терор, виправдовували застосування масового терору в період «найвищого загострення класової боротьби» — пролетарської революції. При цьому для більшовиків терор був лише тактичним способом досягнення цілей — знищення ворогів і залякування тих, хто не визначився.
Висунувши з початком Першої світової війни гасло «Перетворимо імперіалістичну війну у війну громадянську», Психологічно більшовики були готові розв'язати громадянську війну, що супроводжувався масовим терором, задля перетворення світової війни в світову революцію. Не відмовилися більшовики від ідеї проведення терору, в певних умовах, і після закінчення Громадянської війни.

### Ситуація на Кримському півострові після Жовтневого перевороту

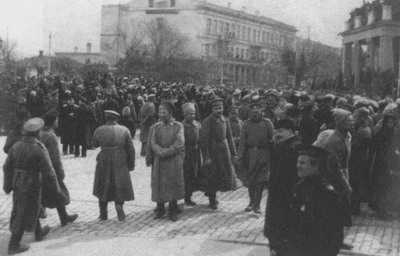
Мітинг на площі Нахімова в Севастополі. 6 жовтня 1917

До кінця ліві політичні партії отримують більшу популярність серед населення. Якщо влітку 1917 року на виборах у Криму пройшов лише один більшовик  — у Севастополі, то вибори до Всеросійських установчих зборів,, що проходили в Криму у листопаді, дали більшовикам значний відсоток у таких містах як: Сімферополі, Севастополі, Ялті, Феодосії, Судаку, Коктебелі та ряді інших населених пунктах.
Видну роль в Кримських події другої половини 1917 грали анархісти. Групи анархістів діяли в усіх великих містах Криму і на Чорноморському флоті — про ступінь впливу анархістів на останній свідчить той факт, що головою створеного  30  серпня  ( 12   вересня )  1917  вересня Центрального комітету Чорноморського флоту (Центрофлот) був обраний анархіст. Недосвідчені в політиці матроси не відокремлювали більшовиків від анархістів — більшовичка Н. І. Островська, у посланні до Криму ЦК РСДРП (б) писала: «…їх (анархістів) вважають за нас…».
За винятком значної (але не більшої) частини Чорноморського флоту, робітників Сімферопольського заводу А. А. Анатра і Севастопольського морського заводу, населення Криму, в тому числі кримський пролетаріат, зустріло жовтневий переворот різко негативно.
До кінця 1917 року на території Кримського півострова сформувалося три фактичних центри влади:
- традиційні земства, міські думи профспілка и фабзавком и і поради не визнали Жовтневий переворот, представлялися Таврійською губернською радою народних представників — органом управління Таврійської губернією, обраним 20 листопада (3 грудня) 1917 року з'їздом представників згаданих організацій. Рада представників стояла на традиційних загальноросійських позиціях (скликання Установчих зборів і т. ін.), засуджуючи захоплення влади більшовиками;
- Курултай кримськотатарського народу, що засуджував передачу влади радам, який взяв курс на досягнення державної самостійності Криму;
- Севастопольський Рада і створений Військово-революційний комітет, контрольовані більшовиками і їх союзниками лівими есерами не визнали ні ради представників, ні претензії на владу Курултаю, хоча з останнім могли вступати у тимчасові союзи з окремих питань.

Претендувала на владу також адміністрація Тимчасового уряду. Все разом утворювало в Криму суцільний хаос. У політичному плані Крим являв собою арену боротьби двох основних ідей — більшовизму і кримськотатарського націоналізму. Російське офіцерство і росіяни інших соціалістичних напрямків, що були противниками і першого, і другого, по суті усунулися від участі в цьому конфлікті.
Головною і визначальною силою на Кримському півострові був Чорноморський флот. Не беручи участі в бойових діях з літа 1917 року, моряки Чорноморського флоту, зібрані з усіх регіонів колишньої Російської імперії, все більше і більше залучалися до вирішення поточних кримських проблем, хоч сам Крим був для них чужою землею. Незважаючи на розкладання дисципліни, а можливо і завдяки цьому, Чорноморський флот залишався грізною силою — тільки в Севастополі на кораблях і у фортеці знаходилося близько 40 тисяч моряків. На інших кораблях склалися стосунки, подібні поширених у злочинних колах.Сухопутні частини, дислоковані в Криму, знаходилися в ще більшому ступені розкладання. Після Наказу № 1 нормальної армійської і флотської служби не стало. Після провалу Корніловського виступу були відзначені випадки побиття офіцерів. До кінця 1917 флотське середовище більш екстремістським, ніж самі більшовики. В цих умовах вже навіть перед більшовиками Криму стояло завдання не збудження військовослужбовців, а їх стримування. Самі ж моряки, маючи власні нові революційні органи влади (Севастопольська рада, Військово-революційний комітет, Центрофлот), були готові почати стихійні погроми поза всяким зовнішнього керівництва.
Рада народних представників і Курултай спиралися на військову силу, що стояла за колишнім штабом кримських військ колишньої Російської армії — Об'єднаний кримський штаб. На чолі його стояли кримськотатарський лідер Джафер Сейдамет і полковник Макухін. Крім кримськотатарських національних частин — «ескадронців» — він теоретично міг спертися на 2 ½ тисячі російських офіцерів, що знаходилися на території Криму. Загальне число бійців, що стояли за Раду представників, оцінювалося в 6000 багнетів і шабель.
Крім того на Чорноморський флот претендувала Українська Центральна Рада з метою подальшого підпорядкування Україні. З листопада 1917 року Центральна рада вже відкрито заявляла про підпорядкування Криму своєї влади. При цьому і Центральна рада, і Мусвиконком кримськотатарського Курултаю, не довіряючи жодній зі сторін у боротьбі за владу в Криму, проте намагалися використовувати один одного в боротьбі проти найбільш небезпечного супротивника — радянського більшовизму, вступаючи для цього у тимчасові союзи.
З усіх політичних сил Криму тільки дві були противниками насильства — народні соціалісти і меншовики. Всі інші партії, насамперед більшовики, ліві есери і анархісти, мали намір досягти свої політичні цілі збройним насильством.

## Терор зими 1917—1918 років

### Початок терору
З'їзд екіпажів кораблів та берегових команд Чорноморського флоту, що проходив у Севастополі 6 (19) листопада 10 (23) листопада 1917, ухвалив рішення про направлення на Дон збройних загонів моряків Чорноморського флоту для допомоги місцевим радам в захопленні влади та придушенні опору «контрреволюції». Командування Чорноморського флоту та офіцерство виступало проти цього. Ця позиція офіцерства була розцінена як «контрреволюційна». З 15 (28) листопада 1917 в Севастополі розпочалися самочинні арешти офіцерів.
В боях з частинами отамана Каледіна загони чорноморців були розбиті. Вина за це була покладена на командування загоном — ще під Тихорецькою матроси розстріляли лейтенанта А. М. Скаловського, одного з чотирьох офіцерів, які входили до Чорноморського революційного загону. 10 (23) грудня 1917 в Севастополь були доставлені тіла 18 матросів, убитих у сутичках із донськими козаками. Через день в Севастополь повернулися перші матроси з розбитого загону. Похорон убитих в бою з козаками матросів вилилися у величезну демонстрацію, яка вимагала «негайного побиття офіцерів…». Після похорону відбулося перше вбивство офіцера — 12 (25) грудня 1917 на борту есмінця «Фідонісі», що знаходився в морі, кочегар Коваленко вбив мічмана Миколу Скородинського після зауваження за недбайливу службу.

### Вбивства офіцерів флоту у грудні 1917 року в Севастополі
Приводом для початку розправи з морськими офіцерами стали спогади про Морський суд 1905 і 1912 років, в якому матросів, які брали участь у бунтах, офіцери засуджували до каторги й розстрілів. Було вирішено знайти всіх офіцерів, що брали участь у тих подіях та вбити їх. На ділі репресії були спрямовані на всіх морських та деяку частину сухопутних офіцерів. 15 (28) грудня 1917 матроси есмінців «Фідонісі» та «Гаджибей» розстріляли на Малаховому кургані всіх своїх офіцерів (32 чоловіки). До вечора того ж дня різанина офіцерів йшла вже по всьому Севастополю. Трупи були викинуті в море в Південній бухті. Всього в Севастополі за час цих подій було вбито 128 офіцерів. Севастопольська Рада, напередодні подій розігнана більшовиками, нічого не зробила для припинення вбивств. Лише наступного дня, 16 (29) грудня 1917, Рада висловила вбивцям «осуд» (рос. «порицание»). Втім, історики відзначають, що для самого більшовицького керівництва ці ексцеси не були несподіванкою. Так, коли колишній член Севастопольської ради А. Каппа після грудневої різанини запитав голову Ради Н. А. Пожарова, чи це кінець терору, то отримав відповідь: «Наразі так, але спалахи ще будуть…».
Очевидно кимось з освічених свідків ці криваві події були названі «варфоломіївською ніччю». Ця назва одразу прижилася в матроському середовищі та увійшла в повсякденний побут не лише в Криму, а й на всьому просторі колишньої Російської імперії. Незабаром однак з'явився більш «русифікований» термін — рос. «еремеевские ночи». Вирази «варфоломіївські ночі», «єреміївські ночі» надалі широко застосовувалися при описі подальших актів червоного терору в Криму.

### Встановлення радянської влади в січні 1918 року
Проведені наприкінці грудня вибори до Севастопольської ради та ЦК Чорноморського флоту дали більшість коаліції більшовиків та лівих есерів. Весь Чорноморський флот і найбільше місто Криму перебувало в руках більшовиків. «Севастополь став Кронштадтом Півдня», — писав у своїх спогадах Ю. П. Гавен. За прикладом Севастополя більшовики почали утворювати Військово-революційні комітети (ВРК) по всьому Криму. ВРК фактично підміняли ради, що існували до цього. У них панування більшовиків вже було безумовним. 3 (15) січня 1918 виконавчий комітет Севастопольської ради випустив звернення: «… до всіх рад Кримського півострова з пропозицією негайно приступити до створення Червоної гвардії для захисту завоювань революції від зазіхань контрреволюціонерів, під яким би прапором вони не виступали». 12 (25) січня 1918 був створений Військово-революційний штаб, що претендував на командну роль у військових питаннях, до якого делегували своїх представників ЦК ЧФ, Севастопольський ВРК, Севастопольська рада і головний заводський комітет. Однак цей орган виявився недієздатним через різноманітність думок та відсутність технічного апарату управління.
Велика кількість владних органів породжувала хаос та плутанину. Єдиним органом, що функціонально міг керувати підпорядкованими структурами, був Чорноморський Центрофлот, якому командування Чорноморським флотом було доручено рішенням I Всеросійського з'їзду військового флоту 27 грудня 1917 (9 січня 1918). Побудований за зразком рад (пленарні засідання, виконком з підзвітністю Всечорноморським з'їздам), він був одночасно і політичним, і командним органом Чорноморського флоту, оскільки мав власний апарат управління, крім того йому підпорядковувалося командування ЧФ з усією флотською інфраструктурою та засобами зв'язку. Хоча більшовики й намагалися приборкати матроську вольницю та поставити її хоч в якісь рамки, але випущений ними ж на волю потік насильства зупинити було вже неможливо.
Громадянська війна на території Криму почалася ще наприкінці грудня 1917 (старого стилю) — бойові зіткнення між військами СНП (основними збройними силами якого були створені ще при Тимчасовому уряду національні частини з кримських татар) та більшовизовані частинами відбувалися в Ялті, Євпаторії, Сімферополі, інших кримських містах. До середини січня 1918 військові дії, що носили яскраве національне забарвлення (росіяни (прихильники рад) проти кримських татар (прихильники крайового уряду)), йшли вже на всьому півострові. Встановлення радянської влади в містах на узбережжі Криму йшло за єдиним сценарієм. Спочатку в місто вводилися вірні Крайовому уряду, переважно кримськотатарські за національним складом, військові частини, ради розпускалися, більшовизовані місцеві гарнізони роззброювали. У відповідь до міста за наказом Центрофлота та іноді за проханнями місцевих більшовиків підходили військові кораблі Чорноморського флоту, висаджувався десант, до якого приєднувалися місцеві більшовики та темні особи, які бажали зайнятися розбоєм. Збройний опір частин, вірних Крайовому уряду, легко долали. Після цього починалася розправа із захопленим противником та «буржуями», до категорії яких міг потрапити будь-який обиватель.

### Кримські міста, в яких вдалося уникнути червоного терору
У Криму в ряді міст встановлення радянської влади взимку 1917—1918 років обійшлося без жертв. Найбільшим з таких міст була Керч, в якій більшовицька влада з усіма атрибутами (рада та ревком) була встановлена  6 (19) січня 1918. Очевидець подій згадував: 
З вдячністю я згадую Крісті, ідейного більшовика, якого доля поставила на чолі більшовицької влади в Керчі. Інтелігентна людина, м'яка та лагідна, хоча — гарячий та щирий послідовник більшовицьких ідей, але ворог всякого насильства, крові та страт, володіючи великою волею та характером, один лише Крісті врятував Керч від різанини, яку багато разів поривалися вчинити зайди-матроси з негласного благословення Совдепа…
Ще одним містом, де не відбувалися позасудові вбивства, була Алупка. У ній також завдяки місцевим більшовикам — Тоненбойму, Батюку та Футерману — вдалося не допустити «Варфоломіївських ночей». Алупкінській раді довелося витримати сильний тиск і вступити у відкритий конфлікт з Ялтинською радою, що вимагала «побиття буржуазії». 2 квітня 1918 в Алупці пройшов «народний мітинг», учасники якого висловили підтримку та повну довіру своїй місцевій раді, що врятував місто від можливої різанини, а від діячів Ялти, які «прикриваючись світлим ликом революції та своїм високим авторитетом… мають злочинні задуми», зажадали негайного складання повноважень.
На підставі прикладів цих міст історики Зарубіни зробили висновок, що спалахи терору не були неминучими, і якби в керівництві більшовицьких організацій і рад та в інших містах стояли особи, що твердо відкидали би насильство, а не таємно або навіть явно підбурювали до нього, то масового терору в Криму можна було б уникнути.

### Причини, розмах і наслідки терору
Червоний терор в Криму в період першого встановлення радянської влади за розмахом порівнюваний з «селянськими війнами». Виконавцями терору були насамперед та частина флотських екіпажів, яка більше походила на співтовариство кримінальників на кораблях флоту, ніж на військовослужбовців, і кримські люмпени. І хоча і ті, й інші часто іменували себе «більшовиками», до ідей більшовизму безпосереднього відношення вони не мали..
Будь-який кримінальник або люмпен, надівши на себе матроську форму, міг зайнятися грабежем та вбивствами. Злочинцями рухали передусім низинні інстинкти — «вирізати проклятих буржуїв та поділити їх майно». На ці пристрасті наклалися ксенофобія, соціальна кастовість російського суспільства, зубожіння населення, втома від війни, з одного боку, а з іншого — жорстокість воєнного часу, що вже увійшла у звичку. І нарешті — страх самих терористів перед своїми супротивниками, оскільки ще Енгельс дав терору таке визначення: «терор — це здебільшого марна жорстокість, що здійснюються заради власного заспокоєння людьми, що самі відчувають страх».
Радянські історики пояснювали події стихійним виступом народних мас, викликаним зухвалою поведінкою буржуазії, яка ховалася «досі за спинами угодовських організацій» та сама «перед обличчям знемагаючої в труднощах революції привела маси в стан озлоблення, кривавої ненависті по відношенню до себе», відмовляючи цим подіям в «революційності» та списуючи їх на провокації з боку буржуазії. Однак, як зауважив історик М. А. Єлізаров, «буржуазія… не може сама на себе нацьковувати маси».
З часом терор все більше зблизився з політикою офіційної влади. Відозви, що видавалися в Севастополі від імені владних структур, підігрівали пристрасті. І якщо в грудні 1917 — січні 1918 року події йшли часто не лише не під керівництвом ревкомів і рад, а навіть всупереч їх волі, то спалах терору 22 — 23 лютого 1918 року був спровокований насамперед декретом РНК від 21 лютого 1918.
За грудень 1917 — січень 1918 років від позасудових розправ у Криму, за мінімальними оцінками, загинуло не менше тисячі осіб, значна частка яких були офіцерами Чорноморського флоту. Терор підштовхнув багатьох офіцерів до лав Білого руху, що зароджувався. Офіцерському корпусу Чорноморського флоту були нанесені колосальні втрати. Ті офіцери, які не постраждали під час терору, воліли покинути кораблі та виїхати з кримських міст. Це призвело до майже повної втрати боєздатності Чорноморського флоту, що показали подальші події весни — літа 1918 року на Чорному морі. З іншого боку, демобілізувавшись матроси Чорноморського флоту, знайшовши практичний досвід терору, були вельми екстремістськи налаштовані. У своїх рідних містах та селах, насамперед півдня України , звідки багато з них були родом, вони проявили підвищену активність у становленні нової місцевої влади, а з початком на Півдні Росії повномасштабної громадянської війни утворили численні матроські розбійницькі загони, які сприяли загостренню насильства та особливої жорстокості бойових дій, що проходили тут.

## Другий прихід більшовиків до влади (весна-літо 1919 року)
У цей період масового терору вдалося уникнути, хоча до Криму повернулися ревкоми, що зарекомендували себе провідниками терору в минулому, і вперше 14 квітня 1919 була утворена Кримська надзвичайна комісія. Особливістю кримських умов в цей період було те, що в політичному житті півострова, крім більшовиків, відкрито брали участь інші ліві партії Криму — есери, меншовики, анархісти. Історики Зарубіни пояснювали відносну м'якість методів утвердження радянської влади в Криму 1919 року персональними якостями керівників Кримської Радянської Соціалістичної Республіки. Хоча військове командування дислокованих у Криму радянських військ і наполягало на «більш рішучих заходах» щодо реальних та уявних ворогів радянської влади, багато місцевих керівників твердо опиралися самочинним розправам. Історики окремо відзначають внесок голови Сімферопольського ревкому більшовички Е. Р. Багатурьянц, брата В. І. Ульянова Дмитра, призначеного «временнопредседательствующим» Кримського Раднаркому (постійний так і не з'явився), комісарів Раднаркому з числа меншовиків Б. Я. Лейбман, А. П. Галопа, П. І. Новицького та Л. П. Немченко, які своїм впливом пом'якшували жорсткість більшовицького режиму.

## Терор 1920—1921 років

### Передісторія
Після укладення перемир'я з Польщею на польському фронті радянський уряд перегрупував свої армії та зосередився на знищенні Російської армії Врангеля, що закріпилася в Криму. 21 вересня 1920 був утворений Південний фронт під командуванням М. В. Фрунзе, якому було поставлено завдання «не допустити нової зимової кампанії». 7 листопада 1920 почався наступ Південного фронту на оборонні позиції Російської армії. До 10 листопада 1920 білі були перекинуті з оборонних позицій на Перекоп та Сиваш. 11 листопада 1920, коли білі були вибиті і з Ішуньських позицій, Головнокомандувач та Правитель Півдня Росії П. Н. Врангель видав наказ про евакуацію та роз'яснювальне повідомлення: «З причини оголошення евакуації для охочих офіцерів, інших службовців та їх сімей, уряд Півдня Росії вважає своїм обов'язком попередити всіх про ті тяжкі випробування, які очікують на приїжджих з Росії… Це змушує уряд радити всім тим, кому не загрожує безпосередня небезпека від насильства ворога — залишитися в Криму».
13 листопада 1920 частини 2-ї Кінної армії увійшли до Сімферополя, до 17 листопада 1920 всі кримські міста були під владою більшовиків. За даними радянської енциклопедії «Громадянська війна в СРСР», в полон потрапило 52 100 військовослужбовців армії Врангеля, а за даними кримського вченого В. М. Брошевана — 54 696. У радянській історіографії дата 17 листопада 1920 називалася днем закінчення Громадянської війни на Півдні Росії. Однак, на думку українського історика Т. Б. Бикової, громадянська війна продовжилася і після цієї дати — з того дня вона велася переважно з беззбройним населенням, насамперед з військовополоненими, а також з цивільними особами, віднесеними радянською владою до класових ворогів, і продовжилася ця війна до повного знищення сторони, що програла.

### Настанови центральних органів влади
В. І. Ленін, дізнавшись про умови капітуляції, запропоновані Врангелю Реввоенсоветом Південної армії, направив Фрунзе телеграму: «Шифром по прямому проводу. 12. XI-20 р. РВС Южфромта. Копія Троцькому. Щойно дізнався про вашу пропозицію Врангелю. Вкрай здивований непомірною поступливістю умов. Якщо противник не прийме їх, то треба реально забезпечити взяття флоту та невипуск жодного судна, якщо навіть противник не прийме цих умов, то, по-моєму, не можна більше повторювати їх і потрібно розправитися нещадно».
16 листопада 1920 Ф. Е. Дзержинський дав вказівку очистити Крим від контрреволюціонерів, на підставі якого ревком почав кампанію червоного терору проти офіцерів Російської армії, що залишилися в Криму та інших громадян. У секретній шифрованій телеграмі начальнику особливого відділу Південно-Західного та Південного фронтів В. Н. Манцеву він писав: «Вживайте всіх заходів, щоб з Криму не пройшов на материк жоден білогвардієць… Буде найбільшим нещастям республіки, якщо їм вдасться просочитися. З Криму не повинен бути пропущеним ніхто з населення та червоноармійців». Офіційне обґрунтування введення такої блокади було дано тиждень потому: було оголошено, що шляхом жорсткої заборони залишати територію Криму радянська влада бореться з епідеміями — висипного та поворотного тифу та віспи. Заборона на вільне переміщення проіснувало в Криму до осені 1921.
Оголошена 17 листопада 1920 реєстрація замислювалася більшовицьким керівництвом як засіб для знищення противників залишилися в Криму<-->. Про це свідчить телеграма, яку 22 листопада 1920 Наркомвійськмор Л. Д. Троцький направив своїм підлеглим М. В. Фрунзе та члену РВС Південного фронту С. І. Гусєву, нагадуючи, які завдання стоять перед особливою трійкою і як діяти, щоб приспати недовіру колишнього супротивника: «Необхідно всю увагу зосередити на тій задачі, для якої створена „трійка“. Спробуйте ввести в оману противника через агентів, повідомивши…, що ліквідація скасована або перенесена на інший термін».

### Формування кримських каральних органів
Для організації масового знищення «класових ворогів», що залишилися в Криму після евакуації, центральна влада направила до Криму Р. С. Землячка, Белу Куна та одного з керівників радянської держави Г. Л. П'ятакова, який здійснював загальний нагляд над каральною акцією. Ця «трійка» несе основну відповідальність за організацію та проведення в Криму червоного терору небаченого раніше масштабу.
Всього з листопада 1920 по березень 1921 з центральних радянських та більшовицьких відомств до Криму на керівну роботу прибуло 1360 осіб, покликаних виконувати волю центральних органів та замінити «м'якотілих» місцевих керівників. Повноваженнями по знищенню «осиного гнізда контрреволюції» в Криму були наділені одночасно ряд органів, кожний з яких діяв самостійно, не погоджуючи свою роботи з іншими

#### Ревкоми Криму
14 листопада 1920 був сформований Кримський революційний комітет — вищий та надзвичайний орган влади на півострові, покликаний виконувати владні функції доти, поки не почнуть роботу радянські органи мирного часу. Наказ № 1 Кримревкому від 16 листопада 1920 свідчив: «1. Надалі до обрання робітниками та селянами Криму Рад вся влада на території Криму належить Кримському революційному комітету, створеному в наступному складі: голова тов. Бела Кун, заст. голови тов. Гавен, члени: Меметов, Ідрісов, Ліде, Давидов….»
 Незабаром мережа більш дрібних територіальних ревкомів покрила весь півострів — створювалися повітові, районні, волосні та сільські ревкоми. Основними завданнями ревкомів проголошувалися організація відновлення економіки, «встановлення революційного порядку» та «викорінення вогнищ контрреволюції».

#### Особливі відділи
27 листопада 1920 робота Кримревкому була структурована — були утворені різноманітні «відділи», в тому числі і «особливий відділ Криму», який, за задумом його творців, повинен був узяти на себе загальне керівництво репресіями. На ділі ж цей відділ самостійного значення не набув — його функції виконували особливі відділи армій, які увійшли під час Перекопсько-Чонгарської операції на територію Криму — 4-й і 6-й. Наказ № 7 Кримревкому від 18 листопада 1920 свідчив: «… Тимчасово всі права та повноваження Особливого відділу Криму надаються Особливому [відділу] Реввійськради 6-й армії. Про всі випадки замаху на обшук та арешт без ордера Особливого відділу Кримревкому (Особливого відділу 6-ї армії) негайно повідомляти коменданту міста та начальнику Особливого відділу…». Втім, функції особливого відділу Криму особливий відділ 6-ї армії виконував недовго — з кінця 1920 вони перейшли до особливого відділу 4-й армії на чолі з Міхельсоном.

#### Осередки більшовицької партії
Як і по всій країні, влада ревкомів фактично означала владу більшовицької партії. Для виконання вказівок Центрального Комітету РКП (б) і Раднаркому в Сімферополі одразу ж по його заняттю Червоною армією був створений Кримський обласний комітет РКП (б). Його склад був затверджений ЦК РКП (б) 15 листопада 1920. Очолила кримських більшовиків спеціально прислана для цього з Москви професійна революціонерка Р. С. Землячка. Крім неї, в Кримський обком РКП (б) увійшли Ю. П. Гавен, Д. І. Ульянов, О. А-Г. Дерен Айєрлі і Л. П. Немченко.

#### Кримська Надзвичайна комісія
9 грудня 1920 була створена Кримська надзвичайна комісія (КримЧК) — територіальний підрозділ Всеросійської надзвичайки. Першим головою був призначений Камінський, відряджений до Криму з Москви. 21 грудня 1920 Кримським обласним комітетом РКП (б) була затверджена колегія КримЧК у складі: голова — Камінський, секретар — Протопопов, завідувач секретно-оперативним відділом — Полканов, завідувач адміністративним відділом — Погрібний та представник Ревтрибуналу — Курган. Незабаром Камінського змінив С. Ф. Реденс, призначений повноважним представником ВЧК на території Криму в грудні 1920 року і який прибув на півострів 19 січня 1921. Він реорганізував роботу Кримської надзвичайної комісії, створивши в Сімферополі, Севастополі та Керчі самостійні міські ЧК (з правом винесення смертних вироків), що підпорядковуються безпосередньо йому, а у Феодосійському, Ялтинському та Євпаторійському повітах — підпорядковуються політбюро (з правами ведення слідства). Уповноважені представники С. Ф. Реденса були направлені в ряд повітів Криму. Сам Реденс розмістився в Сімферопольській ЧК, яка 18 квітня 1921 ухвалила рішення про розформування особливих відділів і про реорганізацію Сімферопольської ЧК в Кримську обласну ЧК з особливим відділом при ній. У розпорядженні КримЧК були власні збройні сили і частини особливого призначення.
КримЧК заохочувала доноси — були опубліковані звернення «до всіх чесних громадян із закликом виконати свій громадянський обов'язок» та повідомляти в КримЧК «всякі відомості про білогвардійцях, контрреволюціонерів, що переховуються або примазуються до Радянської влади». На заклики відгукнулися — багато кримчан були арештовані, віддані суду ревтрибуналів та особливих відділів та страчені саме за доносами сусідів, товаришів по службі, заздрісників, що зводили в такий спосіб особисті рахунки.
Поряд з викоріненням «вогнищ контрреволюції» органи Кримської ЧК зіграли велику роль у боротьбі з посадовими злочинами та кримінальним бандитизмом. Втім, в роботі самих органів ЧК були нерідкими випадки зловживання службовим становищем, а іноді траплявся відвертий кримінал. Керівники органів Кримської ЧК навіть намагалися підкорити собі кримські органи більшовицької партії, що тягло за собою конфлікти між ними і партійними керівниками. Але безперечно, що Кримська ЧК була головною опорою більшовицької влади в Криму, повністю відповідаючи визначенню «бойовий апарат боротьби з контрреволюцією на внутрішньому фронті», що надало їй ЧК ЦК РКП (б).

#### Інші органи, що мали каральні функції
Крім згаданих вище організацій, правом виносити каральні рішення були наділені революційні трибунали, частини Червоної армії, «народна міліція», «робочі загони», «загони сільської самооборони». 1 серпня 1921 революційні трибунали були зведені в єдину структуру, яка підпорядковувалася Єдиному революційному трибуналу Криму у складі чотирьох відділень: основного, військового, податкового та виїзного. Для боротьби з антирадянським партизанським рухом, що захлеснув Крим 1921 року, було створено Особливу раду по боротьбі з бандитизмом при Кримревкомі, яка координувала антиповстанські заходи різних відомств.

### Початок організованої фази терору
Всем иностранно-подданным, находящимся на территории Крыма, приказывается в 3-дневный срок явиться для регистрации. Лица, не зарегистрировавшиеся в указанный срок, будут рассматриваться как шпионы и преданы суду Ревтрибунала по всем строгостям военного времени.

Все лица, прибывшие на территорию Крыма после ухода Советской власти в июне 1919 года, обязаны явиться для регистрации в 3-дневный срок. Неявившиеся будут рассматриваться как контрреволюционеры и предаваться суду Ревтрибунала по всем законам военного времени.

Все офицеры, чиновники военного времени, солдаты, работники в учреждениях добрармии обязаны явиться для регистрации в 3-дневный срок. Неявившиеся будут рассматриваться как шпионы, подлежащие высшей мере наказания по всем строгостям законов военного времени.

Історики Зарубіни порахували, що гасло з відозви Джанкойської організації РКП (б) «заколоти наглухо труну вже здихаючої, що корчиться в судомах буржуазії!» найбільш ємко і повно характеризував каральні заходи, розгорнуті Кримревкомом.
17 листопада 1920 Кримревком опублікував наказ № 4 про обов'язкову реєстрацію в триденний термін іноземців, осіб, які прибули до Криму в періоди відсутності там радянської влади, офіцерів, чиновників та солдатів армії Врангеля. Були забуті всі обіцянки амністії. За планами радянських властей Криму, знищенню підлягали особи, що підпадали в зазначені категорії. Причому радянська влада не брала в розрахунок, що багато хто не побажав евакуюватися цілком свідомо, оскільки були або мобілізованими примусово (кадрові військові та ідейні вороги радянської влади переважно евакуювалися) та вважали, що їм нічого тому не загрожує, або повірили обіцянкам амністії та вважали можливим спокутувати своє знаходження в білому таборі працею на користь своїй батьківщини. За наявними відомостями, початок організованого терору поклала телеграма, направлена від Кримревкому на адресу місцевих ревкомів та комендантів кримських міст, про початок ліквідації всіх зареєстрованих офіцерів, які служили в імператорській, денікінській та врангелівській арміях.
25 грудня 1920 був виданий новий наказ Кримревкому № 167. За цим наказом всі повітові та міські ревкоми Криму були зобов'язані в 10-денний термін провести реєстрацію всіх колишніх офіцерів та військових чиновників, жандармів, поліціянтів, державних службовців, що займали за колишньої влади відповідальні пости, духовенства, власників, чиє майно сягало вартості понад 25 тисяч рублів за цінами мирного часу, всіх осіб, які прибули до Криму в періоди з 1 лютого 1918 до березня 1919-о і з 1 червня 1919 роки до падіння влади Врангеля. Обидва накази погрожували судом «Революційного трибуналу» та карами, передбачених для «контрреволюціонерів», всім тим, хто на реєстрацію не з'явиться.
Масштаби, які прийняв терор у Криму, породили хвилю протестів місцевого населення та навіть місцевих радянських та більшовицьких працівників. Протести були посилені тим, що провідниками терору були надіслані до Криму ззовні керівники. Наприкінці 1920 року стався конфлікт між Землячкою та Куном, з одного боку, і місцевими працівниками, яких московські емісари звинуватили в «м'якотілості» та «недостатній твердості». Землячка вимагала видалити з Криму Ю. П. Гавена, С. Я. Бабахає, І. К. Фірдевс, П. І. Новицького, Л. П. Немченко, Д. І. Ульянова. Але Москва відкликала Землячку та Куна. На їхні посади був тимчасово призначений член Реввійськради 4-й армії А. М. Ліде, про якого М. Х. Султан-Галієв залишив такі спогади: «Тов. Ліде — хворий психічно працівник, що сильно стомився і потребує відпочинку… лікарі, що досліджували його недавно, стверджують,… що якщо він не буде лікуватися, то через кілька місяців може збожеволіти. Ясно, що вимагати від такого працівника вмілого керівництва… не можна. Він пішов шляхом т. Самойлової, правда, часом з деякими послабленнями…». 3 березня 1921 в Криму з Москви прибув І. А. Акулов, що зайняв посади Землячки і Куна і продовжив їх політику широкого застосування червоного терору.
Дослідник Л. М. Абраменко звернув увагу, що в архівних справах репресованих зустрічається безліч клопотань про пом'якшення долі окремих заарештованих з боку державних установ, громадських організацій, колективів підприємств, стихійних вуличних зібрань громадян. Ці клопотання були долучені до справ затриманих та збереглися. Але дослідник не знайшов жодної відповіді на клопотання, що надійшли. З цього факту дослідник зробив висновок, що карателі, прислані центральними чекістськими та більшовицькими органами для «очищення Криму від буржуазних елементів та розорення контрреволюційного гнізда», були сповнені пихою та марнославством і вважали нижче своєї гідності відповідати на клопотання кримського населення. На велику кількість клопотань звернула увагу і глава кримських більшовиків Р. С. Землячка, яка відповідно проінструктувала партійні осередки Криму вже на початку грудня 1920: «Дії Особливих Відділів викликали масу клопотань з боку місцевих комуністів… Облкомом вказано на неприпустимість масових клопотань та запропоновано партійним бюро в жодному разі не давати своєї санкції подібним клопотанням, а навпаки, надати дійсну допомогу Особливим Відділам в їх роботі з остаточного викорінення контрреволюції».
Абраменко звернув увагу ще на одне процесуальне нововведення кримських розстрільних вироків, що не зустрічалося раніше і з'явилося, можливо, практичною відповіддю на виклики, з якими зіткнулися радянські каральні органи в Криму, коли їм було поставлено завдання тотального знищення в найкоротші терміни цілих соціальних груп населення: спрощення процедури документального оформлення застосування репресій. Вирок оформлявся не на кожного окремого обвинуваченого або на невеликі групи в 10 — 20 осіб (що застосовувалося і раніше), а одразу на 100—200, а то й на 300 осіб в одній справі. У списку вказувалися лише прізвище, ім'я, по батькові жертви, рік народження, соціальне походження та майновий стан, військове звання або посаду. Спискові розстріли з'явилися виконанням інструкції В. І. Леніна органам слідства розслідувати «Без ідіотської тяганини». На практиці це означало, що репресії застосовувалися не індивідуально, залежно від тяжкості вчиненого злочину та особи обвинуваченого, а одразу до групи осіб, зазначених у списку; затримані жодного разу не допитувалися, їм не були пред'явлені конкретні звинувачення, не кажучи про виконання інших обов'язкових процесуальних вимог; обґрунтуванням для застосування репресій з'явилися зовсім нові склади «злочинів», як-то: «козак», «буржуй», «священик», «солдат», «біженець», за які покладено лише одне покарання — розстріл. Л. М. Абраменко назвав таку процесуальну систему «проти-правосуддям» або «контр-правосуддям».
Історик Т. Б. Бикова вказала на провокативність ряду питань в заповнюваних на реєстрації анкетах: «хто може підтвердити правдивість ваших слів?», «де проживають ваші родичі?», «хто з більшовицької влади вас добре знає?». Історик звернула увагу, що якщо опитуваний був наївний настільки, щоб правдиво відповідати на ці питання, він сам направляв чекістів на тих, хто ставав об'єктом наступних арештів та страт.
Репресії стосувалися і членів сімей засуджених до розстрілу. 2 січня 1921 на об'єднаному засіданні Кримського обкому РКП (б) і Кримревкому було прийнято постанову про те, що особливі відділи, приймаючи рішення про розстріл арештованого, повинні були одночасно з цим видавати постанову про вислання його родини з території Криму.

### Оцінки загальної кількості жертв
Точна кількість жертв підрахунку не піддається, але, на думку кримського краєзнавця Петрова, становила не менше 20 тисяч. Максимальне число жертв терору оцінювалося в 120 000 осіб. За офіційними радянськими даними, в 1920—1921 роках в Сімферополі було розстріляно близько 20 тисяч осіб, в Севастополі — близько 12 тисяч, Феодосії — близько 8 тисяч, в Керчі — близько 8 тисяч, в Ялті — 4 — 5 тисяч, всього в Криму — до 52 тисяч осіб. За оцінками Максиміліана Волошина, терор 1920—1921 років пережив лише один з трьох кримських інтелігентів.
Історик С. В. Волков привів такі розрахунки:
- за Російської армії Врангеля налічувалося до 300 000 військовослужбовців та службовців у цивільних відомствах, у тому числі до 50 000 офіцерів;
- було евакуйовано до 70 000 вояків та службовців, з них приблизно 30 000 офіцерів;
- згідно із затвердженими кримською владою правилами, знищенню підлягали всі офіцери та чиновники військового відомства, а також солдати «кольорових частин»;
- згідно даним із радянських джерел, було страчено 52 000 осіб;
- ця цифра цілком узгоджується з кількістю осіб Російської армії, які не змогли або не побажали евакуюватися і які були віднесені до категорії, що підлягає знищенню.

При цьому історик звертає увагу на те, що свідки того, що сталося були настільки вражені розмахом вбивств, що вказували цифри страчених в 120 000 або навіть в 150 000 осіб. Історик В. П. Булдаков писав, що число жертв могло досягти 100 тисяч.
Слідом за терором у Крим прийшов голод. Голод в Криму тривав з осені 1921 року, то стихаючи, то спалахуючи з новою силою, до весни 1923 року. За цей час в Криму від голоду померло близько 100 000 осіб, або 15 % від загального кримського населення 1921 року. Основною масою померлих було найбільш вразливе бідне сільське населення, кримськотатарське за своїм національним складом, — кримських татар загинуло близько 76 000.

### Порівняння з «білим терором»
В радянській історіографії панувала точка зору, що в Криму був розгул «білого терору», що більшовики були змушені відповідати на «білий терор» терором червоним і що при цьому відповідь більшовиків була пропорційною. Однак, за підрахунками кримських дослідників, які вивчали документи, що зберігаються в Державному архіві Автономної Республіки Крим, за час перебування білих при владі в Криму було заарештовано 1428 осіб (з них за партійною приналежністю: 289 більшовиків, 7 представників інших соціалістичних партій; за соціальним походженням: робітників 135, селян — 32), з яких розстріляний був 281. Навіть якщо допустити, що це неповні дані, то все одно кількість жертв «білого терору» на порядок поступається кількості страчених за часів терору червоного.

## Загальні оцінки
Ряд істориків вказують, що події, що відбулися в Криму взимку 1917—1918 років, які виявились першим випадком застосування масового терору часів становлення радянської влади, демонструють неспроможність пояснень лідерів більшовизму та подальшої радянської історіографії, що червоний терор був «нав'язаний» радянській владі її противниками, що «білий терор передував червоному». «Стихійний терор» того періоду насправді не був стихійним — його підготувала багаторічна пропаганда екстремізму, яку вели ліворадикальні партії — анархісти, ліві есери та насамперед більшовики. Хоча більшовицьке керівництво згодом заперечувало свою причетність до організації терору, але саме більшовицька утопічна пропаганда опрацювала широкі маси таким чином, що вони були готові до проведення терору, вважали допустимими та неминучими ті форми насильства, які трапилися в Криму. \<--> Кримська історія червоного терору, по думку істориків Зарубін, може бути ілюстрацією того, які форми приймав цей терор в роки Громадянської війни: від умовно-стихійної в грудні 1917 року до організованої, більшовицько-державної — в листопаді 1920-го.
Незважаючи на те, що центральні влади перекладали провину за «апокаліптичні», за характеристикою істориків Зарубіних, масштаби кримського терору 1920—1921 років на місцевих виконавців, ряд істориків вважають, що керівники Радянської Росії не лише повністю підтримували політику тотального знищення класових ворогів на півострові, а й значною мірою були її організаторами. Ще на етапі збройної боротьби пообіцявши амністію противникові, що складе зброю, а після оволодіння Кримом фактично підтвердивши цю обіцянку умовами реєстрації за наказом Кримревкому № 4, радянська влада масово стратила військовослужбовців Російської армії, здалися в полон, та зарахованих до «класових ворогів» цивільних осіб: їх розстрілювали, прилюдно вішали, топили в морі, поранених вбивали прямо в госпіталях. У ряді випадків жертви піддавалися тортурам. Крим стали іменувати «всеросійським цвинтарем». Органи ВЧК в Криму широко використовували систему заручництва. Однією зі складових політики терору стали вбивства священнослужителів та осквернення храмів.
Про напруженні насильства, які коїлося в Криму в році Громадянської війни, можна судити з того факту, що чисельність міського населення Криму 1921 року зменшилася на 106 тисяч осіб у порівнянні з 1917 роком. Дані про кількість сільського населення відсутні, але воно також істотно скоротилася; відомо, що населення багатьох сіл зникло повністю. У колективній праці французьких істориків «Чорна книга комунізму» ці події названі «… самими масовими вбивствами за весь час громадянської війни».
Проведена радянською владою в Криму політика терору, котрі виникли їй численні зловживання та свавілля розпалили обстановку на півострові, сіяли страх, недовіру чи неприйняття влади більшовиків у значної частини населення, стали однією з головних причин розгортання широкого антирадянського повстанського руху. Колишні військовослужбовці Руської армії, які уникли репресій, а також представники соціальних груп, проти яких був спрямований терор, незважаючи на холоди, що наближались, масово втікали в гори і вливалися в повстанські загони, загальна чисельність яких взимку 1920/21 року становила приблизно 8 — 10 тисяч осіб.

## Пам'ять
В радянські часи на території Криму не було жодного пам'ятника або пам'ятного знака, пов'язаного з червоним терором. Але за часів входження Криму до складу незалежної України ситуація дещо змінилися.
У Севастополі на території державного заказника «Максимова дача», де взимку 1920/21 року відбувалися масові розстріли, 1995 року був встановлений закладний камінь на місці, де планується спорудити пам'ятник жертвам Громадянської війни. 2010 року на цьому ж місці було встановлено «хрест примирення».
У Центральному парку Сімферополя закладний камінь на місці, де планується встановити пам'ятник жертвам червоного терору, був встановлений у жовтні 2007 року.
У Феодосії пам'ятний хрест жертвам червоного терору був встановлений 2 травня 2005 на березі Чорного моря поруч з древньою церквою Іверської Божої Матері.
В околицях Ялти, в селі Багріївка, в урочищі Караголь 2006 року була споруджена каплиця в ім'я ікони Знамення Пресвятої Богородиці Курсько-Корінної в пам'ять страчених на цьому місці взимку 1920/21 року.
В Євпаторії 2009 року на території Храму святого Іллі встановлено пам'ятний хрест на згадку про жертви терору січня — березня 1918.

### Мемуари та документи
- Червоний терор в роки громадянської війни. За матеріалами Особливою слідчої комісії з розслідування злодіянь більшовиків / Під ред. докторів іст. наук Ю. Г. Фельштінського та Г. І. Чернявського. — М., 2004. — 512 с.
- Розділ 2. В Криму // Червоний терор очима очевидців / Упоряд., Предисл. та комм. д. і. н. С. В. Волкова. — М., 2009. — С. 173 — 236. — (Біла Росія) — 3000 прим. — ISBN 978-5-8112-3530-8.
- Севастополь: Хроніка революцій та громадянської війни 1917 — 1920 рр / Ред. В. В. Крестьянніков. — Севастополь, 2005. — 294 с.
- Сапожников А. Л. За спогадами отрока з родини останніх кримських поміщиків // Кримський архів : журнал. — 2001. — № 7. — С. 200 — 231. Архівовано з джерела 24 листопада 2007.

### Дослідження
- Абраменко Л. М. Остання обитель. Крим, 1920 — 1921 роки. — Київ : МАУП, 2005. — 480 с. — ISBN 966-608-424-4.
- Бобков А. А. Червоний терор в Криму. 1920-1921 роки // Біла Росія: досвід історичної ретроспекції. Мат-ли міжн. науч. конф. у Севастополі. (Бібліотека россиеведения. Випуск 7) : СБ / Відп. ред. А. В. Терещук. — СПб., 2002. — ISBN 5-85824-140-9.
- Бикова Т. Б. масовий терор у период утвердження радянської власти в Криму (1918-1921 рр.) // З Архівів ВУЧК-ГПУ-НКВД-КГБ : журнал. — Київ, 2001. — С. 437 — 464.
- Бикова Т. Б. 7. Червоний терор в Криму // Політичний терор та тероризм на Україні XIX — XX стіл.: Історичні начерки = Політичний терор и тероризму в Україні ХІХ — ХХ ст.: Історичні нариси / Відп. ред. В. А. Смолій; НАН України; Інститут історії України. — Київ : Наукова думка, 2002. — С. 191 — 206. — ISBN 777-02-3348-9.
- Бикова Т. Б. 4.1. червоний терор // Створення Кримської АРСР (1917 — 1921 рр.) = Створення Кримської АСРР (1917 — 1921 рр.) / Ред. С. В. Кульчицький. — Київ : Ін-т історії України НАН України, 2011. — 247 с. — 300 прим. — ISBN 978-966-02-5992-8.
- Єлізаров М. А. Матроська маси в 1917 — 1921 рр.: від лівого екстремізму до демократизму. — СПб. : СПб ВМІ, 2004. — 282 с.
- Єлізаров М. А. Лівий екстремізм на флоті в період революції 1917 року і громадянської війни: лютий 1917 — березня 1921 рр / Дисс. докт. іст. наук. Спеціальність 07.00.02. — Отеч. історія. — СПб., 2007. — 578 с.
- Зарубін А. Г., Зарубін В. Г. Без переможців. З історії Громадянської війни в Крыму. — Симферополь : Антиква, 2008. — 728 с. — 800 прим. — ISBN 978-966-2930-47-4.
- Зарубін В. Г. Проект «Україна». Крим у роки смути (1917-1921 рр.). — 1-е. — Харків : Фоліо, 2013. — 379 с. — (Проект Україні) — 1200 прим. — ISBN 978-966-03-6091-4.
- Ішин А. В. (10 грудня 2012). Трагічні сторінки «третього більшовизму» — початок. Інформаційно-аналітична газета «Кримське відлуння». Архів оригіналу за 4 лютого 2013. Процитовано 22 січня 2013.

продовження 1. 17 грудня 2012. Архів оригіналу за 4 лютого 2013. Процитовано 22 січня 2013.
продовження 2. 25 грудня 2012. Архів оригіналу за 4 лютого 2013. Процитовано 22 січня 2013.
- Мельгунов С.П. Червоний терор в Росії. — 2-е изд. — New York : Brandy, 1979. — 204 с. — ISBN 0-935874-00-3.
- Панова А. В. Розправа матросів Чорноморського флоту над офіцерським складом // Изв. Ріс. держ. пед. ун-ту ім. А. І. Герцена : журнал. — 2010. — ISSN 1992-6464.
- Соколов Д. В. Караюча рука пролетаріату. Діяльність органів ЧК в Криму в 1920 — 1921 рр // Біла гвардія: альманах / Гл. ред. В. Ж. Цвєтков. — М., 2008. — С. 244 — 247. — ISBN 0234-680X.
- Соколов Д. В. (2 липня 2014). Крим більшовицький. Рік 1919-ї. Сайт «Біле справа». Архів оригіналу за 14 липня 2014. Процитовано 3 липня 2014.
- Соколов Д. В. Нариси з історії політичних репресій в Криму (1917 — 1941 рр.) : СБ ст. — Севастополь : Телескоп, 2009. — 59 с. — ISBN 9661539065.
- Соколов Д. В. Ревкоми Криму як засіб здійснення політики масового терору // Біла гвардія: альманах / Гл. ред. В. Ж. Цвєтков. — М. : Посів, 2008. — С. 242 — 244. — ISBN 0234-680X.
- Соколов Д. В. Таврида, обагрені кров'ю. Більшовизація Криму та Чорноморського флоту в березні 1917 — травні 1918 г. — М. : Посев, 2013. — 271 с. — ISBN 978-5-9902820-6-3.

### Художня література
- Шмельов І. С. Сонце мертвих. — Дар'я, 2008. — 384 с. — (Русская культура) — ISBN 978-5-485-00156-8.